# I'm Not Satisfied
I'm Not Satisfied is een nummer van de Britse band Fine Young Cannibals uit 1990. Het is de vijfde single van hun tweede en laatste studioalbum The Raw & the Cooked.
Het nummer gaat over een man die kritiek heeft op de weekenden omdat ze te kort zijn, op zijn vriendin omdat ze te egoïstisch is en op de stad omdat ze te deprimerend is. "I'm Not Satisfied" leverde de Fine Young Cannibals in een aantal landen een bescheiden hitje op. Het bereikte de 46e positie in thuisland het Verenigd Koninkrijk. In het Nederlandse taalgebied bereikte het nummer geen hitlijsten.